# La Vicuña
La Vicuña es una localidad argentina situada en el sur de la Provincia del Chaco, en el departamento Tapenagá. Depende administrativamente del municipio de Charadai, de cuyo centro urbano dista unos 39 km. 
Se encuentra a 2 km del límite con la Provincia de Santa Fe, contando con un puesto caminero de la Policía del Chaco. Se formó a partir de una estación de ferrocarril propiedad de La Forestal.

## Vías de comunicación
La principal vía de acceso es la ruta Provincial N.º 7 (de tierra), que la comunica al sur con la Provincia de Santa Fe (donde la ruta se denomina Provincial N.º 3); al norte la comunica con Samuhú y General José de San Martín.
Cuenta con la Estación La Vicuña. Las vías del Ferrocarril General Belgrano son recorridas por un servicio interprovincial diario de la empresa estatal Trenes Argentinos Operadora Ferroviaria, que recorre desde la Ciudad de Resistencia hasta la localidad santafesinas de Los Amores.